# Šuškovo Naselje
Šuškovo Naselje je naselje u Gradu Čapljini, FBiH, BiH.

## Zemljopisni položaj
Nalazi se 10 km sjeveroistočno od Čapljine, prema zapadu je Počitelj a istočno su Domanovići i Opličići.

## Povijest
Izgrađeno je i naseljeno sredinom 1990-ih, nakon što je potpisan Daytonskog sporazuma.
Postojanje ovog naselja je ugroženo prijedlogom ministarstva prometa Federacije BiH od 2012. godine, jer je trasiralo područje autoceste na koridoru Vc proizvoljno a da nije uopće stručno analiziralo niti uvažilo stvarno stanje na terenu, ni izradilo idejni projekt, ni studije utjecaja na okoliš niti ostalu prateću dokumentaciju. 
Druga samovolja federalnog ministarstva sastoji se u tome što se je time predložilo da bi koridor obuhvatio 2 km umjesto dosadašnjih 500 m, odnosno da u tom prostoru ne bi smjelo biti naselja. Povrh toga, područje koridora bi bilo izvan domašaja općinske vlasti, pod izravnom nadležnošću Federacije BiH.

## Stanovništvo
U naselju 2012. ima 220 kuća i više od 1000 stanovnika. Stanovnici su mu uglavnom prognani Hrvati iz srednje Bosne i Konjica.[nedostaje izvor]